# Koninklijk Belgisch Verbond voor de Bescherming van de Vogels
Het Koninklijk Belgisch Verbond voor de Bescherming van de Vogels (KBVBV) is de oudste nationale natuurbeschermingsvereniging van België.  

## Geschiedenis
In 1922 werd het KBVBV opgericht door markiezin Antonia de Pierre. In de jaren 1930 streefde dit verbond naar bescherming van voor de landbouw nuttige vogelsoorten en bepleitte in de jaren 1950 met succes de bescherming van alle onschadelijke vogels. Vanaf de jaren 1960 streefde het verbond strijdvaardig naar de bescherming van de volledige avifauna. Dankzij opgebouwde expertise kregen ze grotere invloed op wetgeving in België die de vogelstand kon beschermen tegen ongebreidelde jacht en andere voor de vogelstand bedreigende activiteiten. In 1979 nam het verbond het initiatief tot oprichting van opvangcentra voor vogels en wilde dieren en voerde het campagne tegen de handel in exotische vogels. Verder verwierf de vereniging ornithologisch waardevolle natuurgebieden.
In april 1996 werd het KBVBV opgedeeld in drie regionale afdelingen:
- Vogelbescherming Vlaanderen
- KBVBV, Vogelbescherming Brussels Hoofdstedelijk Gewest
- Ligue Royale Belge pour la Protection des Oiseaux, Protection des Oiseaux Région Wallonne.